# National League w piłce siatkowej mężczyzn (2010/2011)
National League 2010/2011 (oficjalna nazwa ze względów sponsorskich: 7 Financial Men’s National League 2010/2011) – rozgrywki o ligowe mistrzostwo Irlandii Północnej zorganizowane przez stowarzyszenie Northern Ireland Volleyball (NIVB). Zainaugurowane zostały 29 września 2010 roku i trwały do 31 marca 2011 roku. 
W sezonie 2010/2011 żaden klub z Irlandii Północnej nie brał udziału w europejskich pucharach.

## System rozgrywek
W pierwszej fazie dziewięć drużyn systemem kołowym rozegrało ze sobą po jednym spotkaniu. Sześć najlepszych drużyn awansowało do drugiej fazy, gdzie rywalizowali tym samym system. Drużyn z miejsc 7-9 natomiast kontynuowały swoją rywalizację w First Division. Mistrzem Irlandii Północnej została ta drużyna, która na koniec drugiej fazy rozgrywek miała największą liczbę punktów.

## Drużyny uczestniczące
| | 7 Financial Men’s National League 2010/2011 |   |
| --- | ------------------------------------------- | - |
| BLZ | Ballymoney Blaze                            | 1 |
| NDO | North Down                                  | 2 |
| CSV | Civil Service                               | 4 |
| ULS | Ulster Elks                                 | 6 |
| | Nowi uczestnicy                             |   |
| AZT | Aztecs Eagles                               |   |
| AWA | Aztecs Warriors                             |   |
| BLZ2 | Ballymoney Blaze 2                          |   |
| LIS | Lisburn Lynx                                |   |
| RAI | Richhill Raiders                            |   |
| Oznaczenia: - kolumna pierwsza – skróty nazw drużyn wpisane na mapie (jeśli ta została zamieszczona), - kolumna trzecia – miejsce zajęte przez daną drużynę w poprzednim sezonie. |                                             |   |

## Hale sportowe
| Klub               | Hala sportowa                | Miejscowość |
| ------------------ | ---------------------------- | ----------- |
| Aztecs Eagles      | Portadown College            | Portadown   |
| Aztecs Warriors    | Portadown College            | Portadown   |
| Ballymoney Blaze   | Dalriada School              | Ballymoney  |
| Ballymoney Blaze 2 | Dalriada School              | Ballymoney  |
| Civil Service      | Methodist College Belfast    | Belfast     |
| Lisburn Lynx       | Laurelhill Community College | Lisburn     |
| North Down         | Bangor LC                    | Bangor      |
| Richhill Raiders   | Richhill Recreation Centre   | Richhill    |
| Ulster Elks        | Jordanstown                  | Jordanstown |

## Pierwsza faza

### Tabela wyników
| Gospodarz \ Gość1  | BLZ | NDO | CSV | ULS | AZT | AWA | BLZ2 | LIS | RAI |
| Ballymoney Blaze   |     |     | 3:0 | 3:0 |     | 3:0 |      |     | 0:3 |
| North Down         | 0:3 |     |     | 0:3 |     |     | 3:0  | 1:3 |     |
| Civil Service      |     | 0:3 |     |     | 0:3 | 3:1 |      |     | 0:3 |
| Ulster Elks        |     |     | 3:0 |     | 3:2 | 3:0 |      |     | 3:2 |
| Aztecs Eagles      | 0:3 | 3:0 |     |     |     |     | 3:0  | 3:2 |     |
| Aztecs Warriors    |     | 1:3 |     |     | 0:3 |     | 0:3  |     | 0:3 |
| Ballymoney Blaze 2 | 0:3 |     | 3:2 | 0:3 |     |     |      | 1:3 |     |
| Lisburn Lynx       | 1:3 |     | 3:0 | 3:1 |     | 3:0 |      |     |     |
| Richhill Raiders   |     | 3:0 |     |     | 3:0 |     | 3:0  | 1:3 |     |

Źródło: 
1 Drużyna gospodarzy jest wymieniona po lewej stronie tabeli.
Kolory:
  zwycięstwo gospodarzy 3:0 lub 3:1
  zwycięstwo gospodarzy 3:2
  zwycięstwo gości 3:0 lub 3:1
  zwycięstwo gości 3:2

### Terminarz i wyniki spotkań
| Data       | Gospodarz          | Rezultat                                | Gość               |
| ---------- | ------------------ | --------------------------------------- | ------------------ |
| 29.09.2010 | Richhill Raiders   | 3:0 (25:15, 25:15, 25:13)               | Ballymoney Blaze 2 |
| 30.09.2010 | Aztecs Eagles      | 3:0 (25:22, 25:15, 25:17)               | North Down         |
| 06.10.2010 | Ballymoney Blaze   | 3:0 (25:9, 25:16, 25:7)                 | Civil Service      |
| 09.10.2010 | Lisburn Lynx       | 3:0 (25:13, 25:14, 25:17)               | Aztecs Warriors    |
| 11.10.2010 | North Down         | 0:3 (21:25, 16:25, 21:25)               | Ulster Elks        |
| 12.10.2010 | Civil Service      | 0:3 (19:25, 16:25, 20:25)               | Aztecs Eagles      |
| 14.10.2010 | Aztecs Warriors    | 0:3 (9:25, 12:25, 20:25)                | Richhill Raiders   |
| 22.10.2010 | Ballymoney Blaze 2 | 0:3 (11:25, 9:25, 11:25)                | Ballymoney Blaze   |
| 25.10.2010 | Aztecs Warriors    | 0:3 (23:25, 7:25, 23:25)                | Ballymoney Blaze 2 |
| 30.10.2010 | Lisburn Lynx       | 3:0 (25:21, 25:14, 25:11)               | Civil Service      |
| 08.11.2010 | Ulster Elks        | 3:2 (21:25, 25:20, 18:25, 25:20, 15:6)  | Aztecs Eagles      |
| 09.11.2010 | Civil Service      | 0:3 (6:25, 10:25, 8:25)                 | Richhill Raiders   |
| 10.11.2010 | Ballymoney Blaze 2 | 1:3 (20:25, 25:22, 17:25, 11:25)        | Lisburn Lynx       |
| 15.11.2010 | North Down         | 0:3 (16:25, 16:25, 20:25)               | Ballymoney Blaze   |
| 17.11.2010 | Richhill Raiders   | 3:0 (25:0, 25:0, 25:0)                  | North Down         |
| 24.11.2010 | Ballymoney Blaze 2 | 3:2 (23:25, 18:25, 25:19, 25:20, 15:8)  | Civil Service      |
| 24.11.2010 | Richhill Raiders   | 3:0 (25:19, 25:16, 25:21)               | Aztecs Eagles      |
| 25.11.2010 | Aztecs Warriors    | 1:3 (17:25, 21:25, 25:16, 12:25)        | North Down         |
| 27.11.2010 | Lisburn Lynx       | 3:1 (22:25, 25:14, 25:21, 25:22)        | Ulster Elks        |
| 29.11.2010 | Ulster Elks        | 3:2 (25:15, 14:25, 19:25, 25:23, 15:4)  | Richhill Raiders   |
| 29.11.2010 | Aztecs Eagles      | 0:3 (22:25, 22:25, 13:25)               | Ballymoney Blaze   |
| 30.11.2010 | Civil Service      | 3:1 (29:27, 22:25, 25:20, 25:21)        | Aztecs Warriors    |
| 01.12.2010 | Ballymoney Blaze   | 3:0 (25:15, 27:25, 25:18)               | Ulster Elks        |
| 07.12.2010 | Civil Service      | 0:3 (22:25, 27:29, 20:25)               | North Down         |
| 07.12.2010 | Lisburn Lynx       | 1:3 (24:26, 25:13, 20:25, 24:26)        | Ballymoney Blaze   |
| 13.12.2010 | North Down         | 1:3 (16:25, 27:25, 20:25, 13:25)        | Lisburn Lynx       |
| 13.12.2010 | Aztecs Warriors    | 0:3 (10:25, 11:25, 15:25)               | Aztecs Eagles      |
| 15.12.2010 | Ballymoney Blaze   | 0:3 (23:25, 11:25, 14:25)               | Richhill Raiders   |
| 10.01.2011 | North Down         | 3:0 (25:0, 25:0, 25:0)                  | Ballymoney Blaze 2 |
| 13.01.2011 | Aztecs Eagles      | 3:2 (21:25, 25:16, 17:25, 25:21, 15:12) | Lisburn Lynx       |
| 19.01.2011 | Richhill Raiders   | 1:3 (25:18, 19:25, 21:25, 18:25)        | Lisburn Lynx       |
| 20.01.2011 | Ulster Elks        | 3:0 (25:19, 25:17, 25:20)               | Aztecs Warriors    |
| 24.01.2011 | Ulster Elks        | 3:0 (25:19, 25:16, 26:24)               | Civil Service      |
| 27.01.2011 | Aztecs Eagles      | 3:0 (25:10, 25:19, 25:18)               | Ballymoney Blaze 2 |
| 31.01.2011 | Ballymoney Blaze 2 | 0:3 (16:25, 19:25, 16:25)               | Ulster Elks        |
| 02.02.2011 | Ballymoney Blaze   | 3:0 (25:0, 25:0, 25:0)                  | Aztecs Warriors    |
| Źródło:    |                    |                                         |                    |

### Tabela
| Lp. | Drużyna            | Pkt | Mecze | Mecze | Mecze | Rodzaj wyniku | Rodzaj wyniku | Rodzaj wyniku | Rodzaj wyniku | Rodzaj wyniku | Rodzaj wyniku | Sety | Sety | Sety  | Małe punkty | Małe punkty | Małe punkty |
| Lp. | Drużyna            | Pkt | M     | W     | P     | 3:0           | 3:1           | 3:2           | 2:3           | 1:3           | 0:3           | wyg. | prz. | stos. | zdob.       | str.        | stos.       |
| --- | ------------------ | --- | ----- | ----- | ----- | ------------- | ------------- | ------------- | ------------- | ------------- | ------------- | ---- | ---- | ----- | ----------- | ----------- | ----------- |
| 1   | Ballymoney Blaze   | 22  | 8     | 7     | 1     | 6             | 1             | 0             | 0             | 0             | 1             | 21   | 4    | 5.25  | 590         | 398         | 1.482       |
| 2   | Richhill Raiders   | 20  | 8     | 6     | 2     | 6             | 0             | 0             | 1             | 1             | 0             | 21   | 6    | 3.5   | 625         | 403         | 1.551       |
| 3   | Lisburn Lynx       | 20  | 8     | 6     | 2     | 2             | 4             | 0             | 1             | 1             | 0             | 21   | 10   | 2.1   | 729         | 597         | 1.221       |
| 4   | Ulster Elks        | 20  | 8     | 6     | 2     | 4             | 0             | 2             | 0             | 1             | 1             | 19   | 10   | 1.9   | 643         | 586         | 1.097       |
| 5   | Aztecs Eagles      | 18  | 8     | 5     | 3     | 4             | 0             | 1             | 1             | 0             | 2             | 17   | 11   | 1.545 | 612         | 545         | 1.123       |
| 6   | North Down         | 14  | 8     | 3     | 5     | 2             | 1             | 0             | 0             | 1             | 4             | 10   | 16   | 0.625 | 485         | 544         | 0.892       |
| 7   | Ballymoney Blaze 2 | 12  | 8     | 2     | 6     | 1             | 0             | 1             | 0             | 1             | 5             | 7    | 20   | 0.35  | 426         | 622         | 0.685       |
| 8   | Civil Service      | 10  | 8     | 1     | 7     | 0             | 1             | 0             | 1             | 0             | 6             | 5    | 22   | 0.227 | 483         | 654         | 0.739       |
| 9   | Aztecs Warriors    | 8   | 8     | 0     | 8     | 0             | 0             | 0             | 0             | 2             | 6             | 2    | 24   | 0.083 | 398         | 642         | 0.62        |

Źródło: 
Punktacja: zwycięstwo – 3 pkt, porażka – 1 pkt
Zasady ustalania kolejności: 1. liczba punktów; 2. stosunek setów; 3. stosunek małych punktów; 4. bilans w bezpośrednich meczach
     awans do drugiej fazy
     spadek do Division 1

## Druga faza

### Tabela wyników
| Gospodarz \ Gość1  | BLZ | RAI | LIS | ULS | AZT | NDO |
| Ballymoney Blaze   |     | 3:2 |     | 1:3 |     | 3:0 |
| Richhill Raiders   |     |     | 3:1 | 3:0 |     | 3:0 |
| Lisburn Lynx       | 3:0 |     |     |     | 3:0 | 3:0 |
| Ulster Jordanstown |     |     | 0:3 |     | 3:1 |     |
| Aztecs Eagles      | 3:0 | 0:3 |     |     |     |     |
| North Down         |     |     |     | 0:3 | 0:3 |     |

Źródło: 
1 Drużyna gospodarzy jest wymieniona po lewej stronie tabeli.
Kolory:
  zwycięstwo gospodarzy 3:0 lub 3:1
  zwycięstwo gospodarzy 3:2
  zwycięstwo gości 3:0 lub 3:1
  zwycięstwo gości 3:2

### Termiarz i wyniki spotkań
| Data       | Gospodarz          | Rezultat                                | Gość               |
| ---------- | ------------------ | --------------------------------------- | ------------------ |
| 1. KOLEJKA |                    |                                         |                    |
| 16.02.2011 | Ballymoney Blaze   | 1:3 (21:25, 23:25, 25:21, 15:25)        | Ulster Jordanstown |
| 16.02.2011 | Richhill Raiders   | 3:0 (25:17, 25:15, 25:18)               | North Down         |
| 19.02.2011 | Lisburn Lynx       | 3:0 (25:22, 25:21, 25:13)               | Aztecs Eagles      |
| 2. KOLEJKA |                    |                                         |                    |
| 28.02.2011 | Ulster Jordanstown | 3:1 (25:15, 20:25, 26:24, 25:16)        | Aztecs Eagles      |
| 02.03.2011 | Ballymoney Blaze   | 3:2 (14:25, 19:25, 25:21, 25:20, 15:12) | Richhill Raiders   |
| 05.03.2011 | Lisburn Lynx       | 3:0 (25:0, 25:0, 25:0)                  | North Down         |
| 3. KOLEJKA |                    |                                         |                    |
| 24.02.2011 | Aztecs Eagles      | 3:0 (25:23, 25:23, 26:24)               | Ballymoney Blaze   |
| 14.03.2011 | North Down         | 0:3 (20:25, 19:25, 23:25)               | Ulster Jordanstown |
| 16.03.2011 | Richhill Raiders   | 3:1 (25:17, 25:21, 21:25, 25:21)        | Lisburn Lynx       |
| 4. KOLEJKA |                    |                                         |                    |
| 21.03.2011 | North Down         | 0:3 (15:25, 20:25, 17:25)               | Aztecs Eagles      |
| 23.03.2011 | Richhill Raiders   | 3:0 (25:19, 25:16, 25:19)               | Ulster Jordanstown |
| 26.03.2011 | Lisburn Lynx       | 3:0 (25:18, 25:19, 25:22)               | Ballymoney Blaze   |
| 5. KOLEJKA |                    |                                         |                    |
| 28.03.2011 | Ulster Jordanstown | 0:3 (13:25, 21:25, 21:25)               | Lisburn Lynx       |
| 30.03.2011 | Ballymoney Blaze   | 3:0 (25:0, 25:0, 25:0)                  | North Down         |
| 31.03.2011 | Aztecs Eagles      | 0:3 (19:25, 18:25, 18:25)               | Richhill Raiders   |
| Źródło:    |                    |                                         |                    |

### Tabela
| Lp. | Drużyna            | Pkt | Mecze | Mecze | Mecze | Rodzaj wyniku | Rodzaj wyniku | Rodzaj wyniku | Rodzaj wyniku | Rodzaj wyniku | Rodzaj wyniku | Sety | Sety | Sety  | Małe punkty | Małe punkty | Małe punkty |
| Lp. | Drużyna            | Pkt | M     | W     | P     | 3:0           | 3:1           | 3:2           | 2:3           | 1:3           | 0:3           | wyg. | prz. | stos. | zdob.       | str.        | stos.       |
| --- | ------------------ | --- | ----- | ----- | ----- | ------------- | ------------- | ------------- | ------------- | ------------- | ------------- | ---- | ---- | ----- | ----------- | ----------- | ----------- |
| 1   | Lisburn Lynx       | 13  | 5     | 4     | 1     | 4             | 0             | 0             | 0             | 1             | 0             | 13   | 3    | 4.333 | 384         | 266         | 1.444       |
| 2   | Richhill Raiders   | 13  | 5     | 4     | 1     | 3             | 1             | 0             | 1             | 0             | 0             | 14   | 4    | 3.5   | 424         | 341         | 1.243       |
| 3   | Ulster Jordanstown | 11  | 5     | 3     | 2     | 1             | 2             | 0             | 0             | 0             | 2             | 9    | 8    | 1.125 | 376         | 376         | 1           |
| 4   | Aztecs Eagles      | 9   | 5     | 2     | 3     | 2             | 0             | 0             | 0             | 1             | 2             | 7    | 9    | 0.778 | 342         | 368         | 0.929       |
| 5   | Ballymoney Blaze   | 9   | 5     | 2     | 3     | 1             | 0             | 1             | 0             | 1             | 2             | 7    | 11   | 0.636 | 386         | 350         | 1.103       |
| 6   | North Down         | 5   | 5     | 0     | 5     | 0             | 0             | 0             | 0             | 0             | 5             | 0    | 15   | 0     | 164         | 375         | 0.437       |

Źródło: 
zwycięstwo – 3 pkt, porażka – 1 pkt
Zasady ustalania kolejności: 1. liczba punktów; 2. stosunek setów; 3. stosunek małych punktów; 4. bilans w bezpośrednich meczach
     Spadek do Division 1

## Klasyfikacja końcowa
| Lp. | Drużyna            |
| --- | ------------------ |
| 1   | Lisburn Lynx       |
| 2   | Richhill Raiders   |
| 3   | Ulster Jordanstown |
| 4   | Aztecs Eagles      |
| 5   | Ballymoney Blaze   |
| 6   | North Down         |
| 7   | Ballymoney Blaze 2 |
| 8   | Civil Service      |
| 9   | Aztecs Warriors    |

| Mistrzostwo                |
| -------------------------- |
| Lisburn Lynx               |
| Puchar                     |
| Lisburn Lynx               |
| Spdaek do First Division   |
| North Down                 |
| Ballymoney Blaze 2         |
| Civil Service              |
| Aztecs Warriors            |
| Awans z First Division     |
| Queen's University Belfast |

## Statystyki, varia

### Sety, małe punkty
| Miesiąc     | Mecze | Sety | Średnio na mecz | Małe punkty | Średnio na set |
| ----------- | ----- | ---- | --------------- | ----------- | -------------- |
| wrzesień    | 2     | 6    | 3,00            | 247         | 41,17          |
| październik | 8     | 24   | 3,00            | 960         | 40,00          |
| listopad    | 12    | 46   | 3,83            | 1866        | 40,57          |
| grudzień    | 6     | 20   | 3,33            | 876         | 43,80          |
| styczeń     | 7     | 24   | 3,43            | 967         | 40,29          |
| luty        | 1     | 3    | 3,00            | 75          | 25,00          |
| Razem       | 36    | 123  | 3,42            | 4991        | 40,58          |

| Kolejka | Sety | Średnio na mecz | Małe punkty | Średnio na set |
| ------- | ---- | --------------- | ----------- | -------------- |
| 1       | 10   | 3,33            | 436         | 43,60          |
| 2       | 12   | 4,00            | 452         | 37,67          |
| 3       | 10   | 3,33            | 463         | 46,30          |
| 4       | 9    | 3,00            | 390         | 43,33          |
| 5       | 9    | 3,00            | 335         | 37,22          |
| Razem   | 50   | 3,33            | 2076        | 41,52          |

### Liderzy
| Miesiąc     | Lider            | Miesiąc  | Lider            |
| ----------- | ---------------- | -------- | ---------------- |
| wrzesień    | Richhill Raiders | grudzień | Richhill Raiders |
| październik | Richhill Raiders | styczeń  | Richhill Raiders |
| listopad    | Richhill Raiders | luty     | Ballymoney Blaze |

| Miesiąc | Lider              |
| ------- | ------------------ |
| 1       | Richhill Raiders   |
| 2       | Lisburn Lynx       |
| 3       | Ulster Jordanstown |
| 4       | Lisburn Lynx       |
| 5       | Lisburn Lynx       |